# Калачики
Калачики (також — мальва) — рід квіткових рослин, центральний в родині мальвові; налічує, за різними оцінками, 20-25 видів. До роду входять однорічні, дворічні та багаторічні трав'янисті рослини. Рід розповсюджений в помірному, субтропічному та тропічному поясах Європи, Азії та Африки.
Листки чергові, лапчасті; квітка від 0.5 до 5 см у діаметрі, з п'ятьма білими, рожевими, або червоними пелюстками.
Мальвові є харчовими рослинами для гусениць деяких видів метеликів (наприклад, головчака мальвового — Pyrgus malvae).

## Культивація та використання людиною

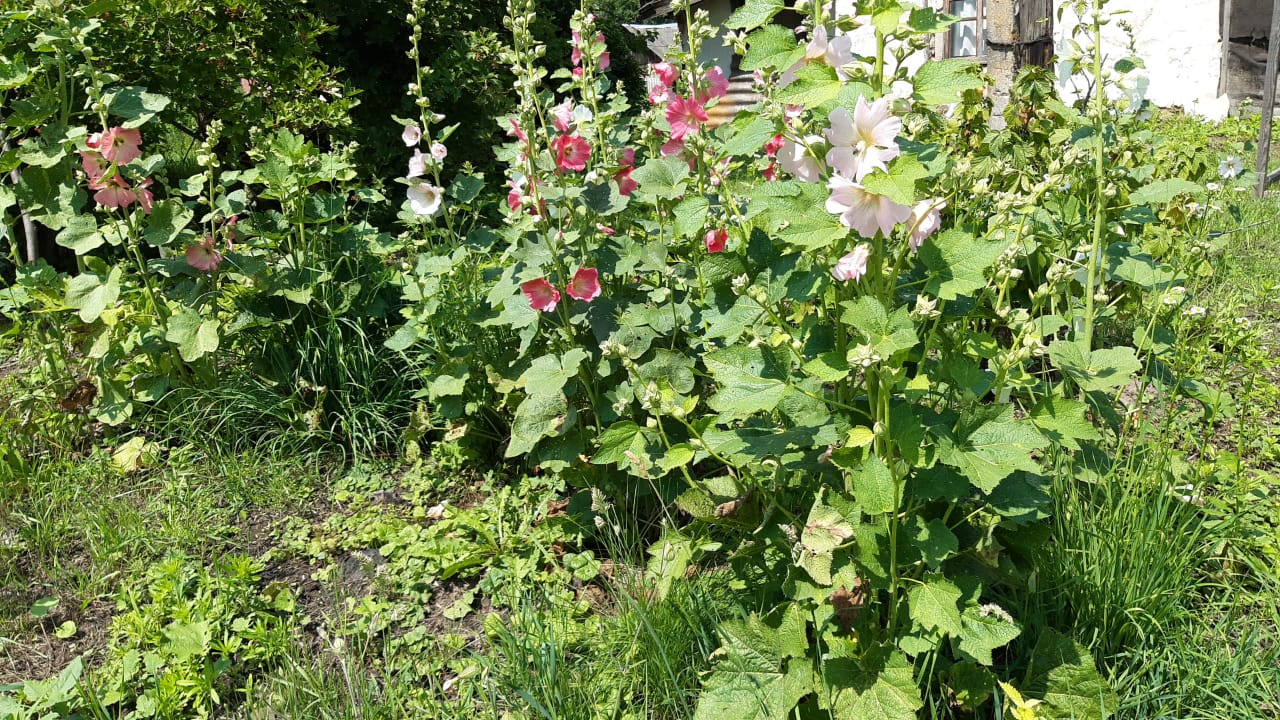
Калачики цвітуть, Чернігівська область

Кілька видів роду використовуються як садові рослини, в той час як деякі є досить небезпечними бур'янами, особливо в Америці, куди вони були завезені європейцями.
Деякі види мають їстівне для людини листя. Malva verticillata в невеликих масштабах вирощується з комерційною метою в Китаї, де її настойка використовується для очищення товстої кишки та як засіб для схуднення.
Однолітні види роду, що звичайно є дуже невибагливими до умов вирощування, часто використовуються як декоративні рослини. Молоде листя мальв, що має досить ніжний смак, може використовуватись як заміна листя салату в кулінарії; старіше листя деяких видів може використовуватись як гарнір за умови термічної обробки. Квіти в азійських кухнях використовуються як компонент салату.
Існує багато свідчень того, що під час Голодомору українські селяни, рятуючись від голоду, харчувалися окрім інших диких рослин й калачиками.
Сіють калачики, просто розкидаючи насіння на необроблену землю рано навесні. Насіння калачиків дуже легко збирати, також калачики самосійні.

## Будова листків
Листки чергові, довгочерешкові, з прилистками, округло-серцеподібні, неглибоко надрізані на 5-7 широких заокруглених нерівно-зарубчасто-зубчастих лопатей.
Віночок складається з п'яти вільних пелюсток, досить часто різних за розмірами: дві верхні пелюстки звичайно крупніші, у деяких видів і сортів вони також відрізняються по забарвленню. Тичинок 10, вони розташовані в два кола. Зав'язь маточки верхня, вона підноситься над квіткою. Квітки правильні, двостатеві, по 2-10 у пазухах листків; пелюстки на верхівці виїмчасті, дорівнюють довжині чашечки або трохи довші за неї. Квітка від 0,5 до 5 см у діаметрі, з п'ятьма білими, рожевими, або червоними пелюстками.

## Історія
Мальви — рослини, описані в давній літературі. Горацій згадував їх як їжу, описуючи досить коротко: «Me pascunt olivae, me cichorea, me malvae» («Для мене харчем є маслини, цикорій та мальви»). Перекладена лордом Монбоддо антична епіграма згадує мальву як рослину, що висаджується на могилах з огляду на повір'я про те, що мерці можуть ними харчуватись.
Мальва посідає чільне місце в українській народній культурі та фольклорі; вона згадується як елемент українського побуту, також, і у творах багатьох поетів. Наприклад, у пісні Володимира Івасюка та Богдана Гури «Балада про мальви»:
Заснули мальви коло хати.
Їх місяць вийшов колихати.
І тільки мати не засне,
Жде вона мене.